# История Американского музея естественной истории

## Создание
Идея создания Американского музея естественной истории принадлежит натуралисту Алберту С. Бикмору (Albert S. Bickmore, 1839—1914), в начале 1860-х в период студенческой практики ассистировавшему швейцарскому зоологу профессору Жану Луи Агассису в только что основанном им Музее сравнительной зоологии при Гарвардском университете. Молодой учёный полагал, что организации подобного рода должны располагаться в крупных политических и финансовых центрах, как это принято в Европе, а не в небольших студенческих городах вроде массачусетского Кембриджа. Его мечту построить подобный музей в Нью-Йорке поддержал преподаватель Оксфордского университета сэр Генри Окленд (Henry Acland, 1815—1900), в 1861 году сопровождавший Принца Уэльского (будущего короля Великобритании Эдуарда VII) в поездке по США и встретившийся с Альбертом во время посещения Гарварда.
Как полагал Бикмор, основу будущей коллекции музея должны были составить чучела птиц и раковины моллюсков, ради которой в 1864—1867 годы он организовал экспедицию в Сибирь, Японию, Китай и острова Юго-Восточной Азии, в том числе Яву, Калимантан и Молуккские острова. По окончании путешествия Бикмор посетил Лондон, где встретился с сотрудником Британского музея известным зоологом Ричардом Оуэном и познакомился с планами создания Британского Музея естествознания. Одна из особенностей этого музея — большой и просторный лекционный зал с расходящимися в разных направлениях коридорами — впоследствии будет воплощён при строительстве американского музея.
Попечителями музея стали несколько влиятельных политиков и бизнесменов того времени, среди которых значились отец будущего президента США Теодор Рузвельт (старший), финансисты Джон Морган и Моррис Джесуп, бизнесмен Уильям Додж (William E. Dodge), юрист и дипломат Джозеф Чоут (Joseph Hodges Choate). Организационную поддержку проекту оказал будущий губернатор Нью-Йорка и участник президентских выборов Сэмюэл Тилден. Кроме того, навстречу группе инициаторов, возглавляемых Бикмором, пошёл управляющий Центрального парка Эндрю Грин (Andrew Haswell Green), согласившись предоставить место под экспозиции на территории парка. В начале 1869 года билль о создании музея успешно прошёл через Легислатуру штата и 6 апреля того же года подписан губернатором Джоном Хоффманом (англ. John T. Hoffman); этот день официально считается днём основания музея. Согласно утверждённому уставу, строительство и обслуживание площадей входит в компетенцию городских властей, в то время как сбором и демонстрацией экспонатов занимается Попечительский совет.

## 1869—1909
Первым президентом музея в 1870 году стал коллекционер Джон Вульф (John David Wolfe), а после его смерти в 1872 году — Роберт Стюарт (Robert L. Stuart). Публичный доступ к экспозициям открылся 27 апреля 1871 года в здании бывшего Арсенала на территории Центрального парка, построенном в 1847—1851 гг по проекту Мартина Томпсона (Martin E. Thompson, 1786—1877) для военных нужд нью-йоркской милиции. Согласно отчёту за первый год, собрание музея состояло из собственной коллекции Бикмора, в которую в частности вошли «заспиртованные моллюски и четыре скелета калана», скелет вымершего голубя маврикийского дронта, книга об окаменелостях Северной Каролины и 4000 морских раковин. Кроме того, были приобретены коллекция чучел птиц американского орнитолога Даниэля Эллиота и «застеклённый шкаф», принадлежавший путешественнику и натуралисту принцу Максимилиану Вид-Нойвиду. Русский дипломат Роберт Остен-Сакен, увлекавшийся энтомологией, пожертвовал в фонд музея собранную им коллекцию жуков.
С началом работы музея количество экспонатов стремительно росло, главным образом за счёт чучел и окаменелых останков позвоночных животных, в результате чего возникла острая необходимость более просторных площадей. В ответ на петицию нью-йоркских жителей власти штата выделили прилегающий к Центральному парку пустырь в промежутке между 77-й и 81-й улицами, известный как «Манхэттенская площадь» (англ. Manhattan Square) (до этого площадь планировали использовать под зоопарк, однако от идеи пришлось отказаться из-за отсутствия дренажной системы). В этой удалённой и болотистой местности, покрытой огородами и занятой сквоттерами, началось строительство архитектурного комплекса под руководством архитекторов Калверта Вокса и Джейкоба Моулда.
Первое здание комплекса, в закладке которого 2 июня 1874 года принял участие президент Улисс Грант, спустя 3 года - 22 декабря 1877 года - в торжественной обстановке открыл следующий президент США Ратефорд Хейс. Однако, вскоре после этого финансовые трудности, вызванные чрезмерными тратами на закупку дорогостоящих экспонатов, слабым интересом публики и неудобным расположением, поставили музей на грань разорения. Ситуация коренным образом изменилась после того, как в 1885 году бразды правления взял на себя один из учредителей музея Моррис Джесуп, став его следующим, третьим по счёту, президентом. За 25-летний период правления Джесупа общая площадь экспозиций выросла с 5 тыс. до 55 тыс. м², штат сотрудников увеличился с 12 до 185 человек, фонд пожертвований превысил 1 млн долларов.
При Джесупе было образовано несколько новых отделов. В их числе особо выделялся отдел палеонтологии, который возглавил профессор Генри Осборн. Последняя четверть XIX века ознаменовалась всплеском интереса к динозаврам (в значительной степени спровоцированной так называемыми «костяными войнами» между Эдвардом Копом и Гофониилом Маршем), и желая совместить интерес публики и научную пользу, Осборн принял на работу выпускника Канзасского университета Барнума Брауна, который активно занимается охотой за останками этих рептилий. Результатом работы Брауна стала обширная коллекция окаменелых останков этих животных, включая два скелета открытого им тираннозавра.
В годы правления Джесупа музей, при содействии ботаника Чарльза Сарджента, создаёт полную коллекцию древесной растительности Северной Америки (англ. Jesup Collection of North American Woods), а также связанную с ней коллекцию древесных насекомых (англ. Jesup Collection of Economic Entomology) (в 1938 году коллекция леса будет передана в биологическую лабораторию Гарвардского университета). Под руководством художника-оформителя Е. С. Могридж (E. S. Mogridge) из лондонского Музея Виктории и Альберта, музей устраивает красочную экспозицию птиц Северной Америки в окружении декораций их природных мест обитания.
С 1895 по 1905 годы в отделе этнологии работает один из основателей современной антропологии Франц Боас. Под его руководством музей организует масштабную научную экспедицию по этнографии и языковедению народов северо-запада Северной Америки, Дальнего Востока и Восточной Сибири. Результатом этой экспедиции стало не только большая коллекция предметов быта, фотографий и звукозаписей, но также нашла новые подтверждения теория общей культурной принадлежности народов Севера по обе стороны Тихого океана.
В 1902 году орнитолог Фрэнк Чепмен создал экспозицию южноамериканских птиц.
В 1906 — 1907 годах Американский музей естественной истории, совместно с Гарвардским и Торонтским университетами, организовал комплексную Арктическую экспедицию. В ней принял участие прославленный впоследствии полярный исследователь Вильялмур Стефанссон. В ходе экспедиции её базовый парусник «Дэтчесс оф Бедфорд» затонул. Стефанссон же уцелел и собрал, в ходе своих полевых исследований, богатейший материал (поскольку он двигался на север "своим ходом").
В 1909 году. биолог и таксидермист Карл Эйкли создал в музее Зал млекопитающих Африки.
Современное расположение экспозиционных залов и других ключевых помещений музея сформировалось при Генри Осборне, возглавлявшем музей с 1908 по 1933 годы. Музей был разделён на так называемые эволюционную и географическую зоны: экспозиции в его западной половине были так или иначе связаны с человеком (антропология, этнография, археология), в то время в восточной половине посвящены естественным наукам.